# Гвоздика узбекистанская
Гвозди́ка узбекиста́нская (лат. Dianthus uzbekistanicus) — вид двудольных растений рода Гвоздика (Dianthus) семейства Гвоздичные (Caryophyllaceae). Впервые описана российским ботаником Игорем Александровичем Линчевским в 1953 году.

## Распространение
Эндемик Узбекистана, известный с памиро-алайских хребтов на территории Самаркандской и Кашкадарьинской областей.
Встречается среди камней, известняковых обломков, в скальных трещинах.

## Ботаническое описание
Многолетнее травянистое растение до 40 см высотой с многочисленными стеблями 20—35 см длиной; стебли в основном голые, снизу шероховатые.
Листья синовато-зелёного оттенка, с заострённой верхушкой.
Цветки одиночные, розового цвета; основание цветка густо опушено.
Плод — коробочка, несёт большое количество семян.
Цветёт в мае, плодоносит в июне.

## Охранный статус
Занесена в Красную книгу Узбекистана. Вид находится под угрозой к исчезновению из-за сбора цветов и выпаса скота в местах своего ареала.
Выращивается в Ботаническом саду Академии наук Узбекистана.